# Navio-hospital

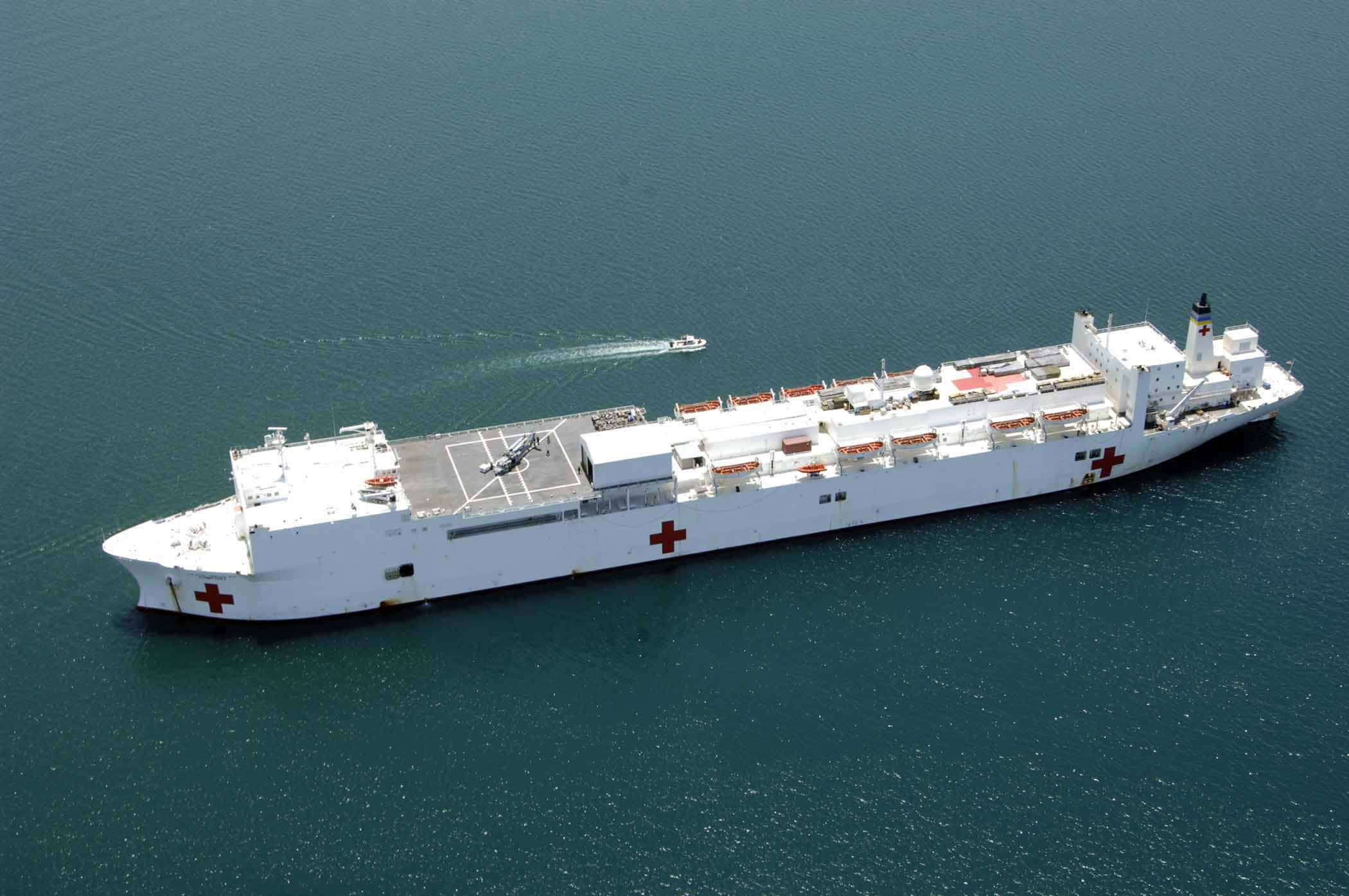
O USNS Comfort, da marinha dos Estados Unidos.

Um Navio-Hospital (ou Navio de Assistência Hospitalar) é um tipo de Navio cuja principal função é fornecer Médicos para assistencia-los e tratamento no mar, rios ou lagos, funcionando como hospitais flutuantes. A maioria são operados por militares das forças armadas (principalmente das marinhas) dos países, com eles sendo usados para fornecer apoio perto de zonas de guerra.
Para cumprir a sua missão, os navios são especialmente adaptados ou construídos para as funções de hospitais flutuantes. Normalmente contam com consultórios, gabinetes odontológicos, laboratório, farmácia, sala de Raios-X, enfermaria, sala de cirurgia, sala de emergência, UTI e equipamentos administrativos e de apoio. As suas equipes são integradas por médicos, dentistas, farmacêuticos e Profissionais da enfermagem.